# Мария Примаченко
Мария Оксентиивна Примаченко (на украински: Марія Оксентіївна Примаченко) е украинска художничка, автор на наивистично фолклорно изкуство. През 1966 година Примаченко е наградена с украинската народна награда „Тарас Шевченко“. По повод 100-годишнината от рождението ѝ, ЮНЕСКО обявява 2009 година за година за отдаване на почит на Примаченко. Булевард в Киев и малка планета са кръстени на нейно име.

## Биография
Родена е на 12 януари 1909 година в селско семейство и целия си живот прекарва в родното си село Болотня в Иванкивски район, Киевска област, разположено само на 30 километра от Чернобил. Посещава училище четири години преди да се разболее от полиомиелит и да остане с физическо увреждане, което оставят отпечатък върху целия ѝ живот и изкуство. В детските ѝ години, майката на Мария я учи на бродерия и в края на 1920-те и началото на 1930-те години става член на Иванкивската бродерийна кооперация. Талантът ѝ е открит от художничката Тетяна Флору, която през 1935 година кани Примаченко да работи в експерименталната работилница към Киевския музей на украинското изкуство.
В Киев Примаченко претърпява две операции, които ѝ позволяват да стои изправена без опора. Там тя среща и партньора си Васил Маринчук, с когото имат син Федир, роден през 1941 година. Двамата не успяват да сключат брак, тъй като Маринчук е изпратен на фронта, където загива. Във войната загива и братът на Мария, убит от нацистите.
Синът ѝ Федир също става фолклорен художник и майстор на наивното изкуство, двамата ѝ внуци Петро и Иван също стават художници.

## Кариера
През 1936 година творби на Примаченко са изложени на Първата републиканска изложба за фолклорно изкуство, която обикаля Москва, Ленинград и Варшава. За участието си в изложбата Примаченко получава диплома първа степен. На следващата година творбите ѝ са изложени в Париж, където тя добива известност.
Произведенията на Примаченко са вдъхновени от украинското, и по-специално полесийските народни традиции. Включват препратки към природния и приказния свят. През 1930-те години тя прави преход от приложното изкуство – бродирането, към изобразителното изкуство, развива своя смел и експресивен рисунък и започва да комбинира традиционните украински декоративни мотиви по нови начини.
В периода от 1960-те до 1980-те години стилът ѝ продължава да се развива, заменяйки акварелните рисунки с гваш и избирайки по-ярки цветни палитри и ярки фонове на творбите. През 1970-те години започва за поставя на гърба на платната си и кратки фрази и поговорки, свързани с темите на картините ѝ.

## Награди и признание
През 1966 година Примаченко е удостоена с украинската народна награда „Тарас Шевченко“.
През 1998 година малката планета (142624) е наречена в чест на Мария Примаченко от астронома Клим Чурюмов.
По повод 100-годишнината от рождението ѝ, ЮНЕСКО обявява 2009 година за година за отдаване на почит на Примаченко. През същата година киевският булевард „Лихачов“ е прекръстен в нейна чест.

## Наследство
Творбите на Примаченко са излагани из целия бивш Съветски съюз, Украйна и други държави като България, Канада, Полша, Франция. Албуми с репродукции на нейни творби са публикувани на много места в света и са отпечатвани на пощенски марки и монети в Украйна.
Над 650 произведения на Примаченко се пазят в колекцията на Музея на народното фолклорно декоративно изкуство в Киев.

## Загуба на творбите
През 2022 година по време на руската инвазия в Украйна, Иванкивският музей за история и краезнание изгаря до основи, с което 25 творби на Примаченко, които са част от музейната колекция, биват безвъзвратно унищожени.
При все това, според публикация в социалната мрежа на журналиста Таня Гончарова, местните хора са успели да спасят от огъня някои от творбите на Мария Примаченко, съхранявани в музея. По думите на правнучката на Мария Примаченко, Анастасия, в интервю пред вестник The Times, десет творби на художничката са спасени от местен жител, който влиза в музея, докато той гори.